# Nová Sedlica
Nová Sedlica (maďarsky Újszék, do roku 1899 Novaszedlica, rusínsky Новоселиця) je nejvýchodněji položená obec na Slovensku, nacházející se v okrese Snina. Žije zde 231 obyvatel.
Nedaleko obce v okolí vrchu Kremenec, který je trojhraničným bodem, kde se setkává Slovensko, Polsko a Ukrajina a je zároveň nejvýchodnějším bodem Slovenské republiky, se rozprostírá původní zachovaný karpatský prales Stužica, který je zapsán v seznamu Světového dědictví UNESCO.
V obci se nachází turistický penzion Kremenec.

## Pamětihodnosti
Ve vesnici stávala cerkev svatého Michaela Archanděla, v roce 1974 přemístěná do skanzenu v Humenném.

## Fotogalerie

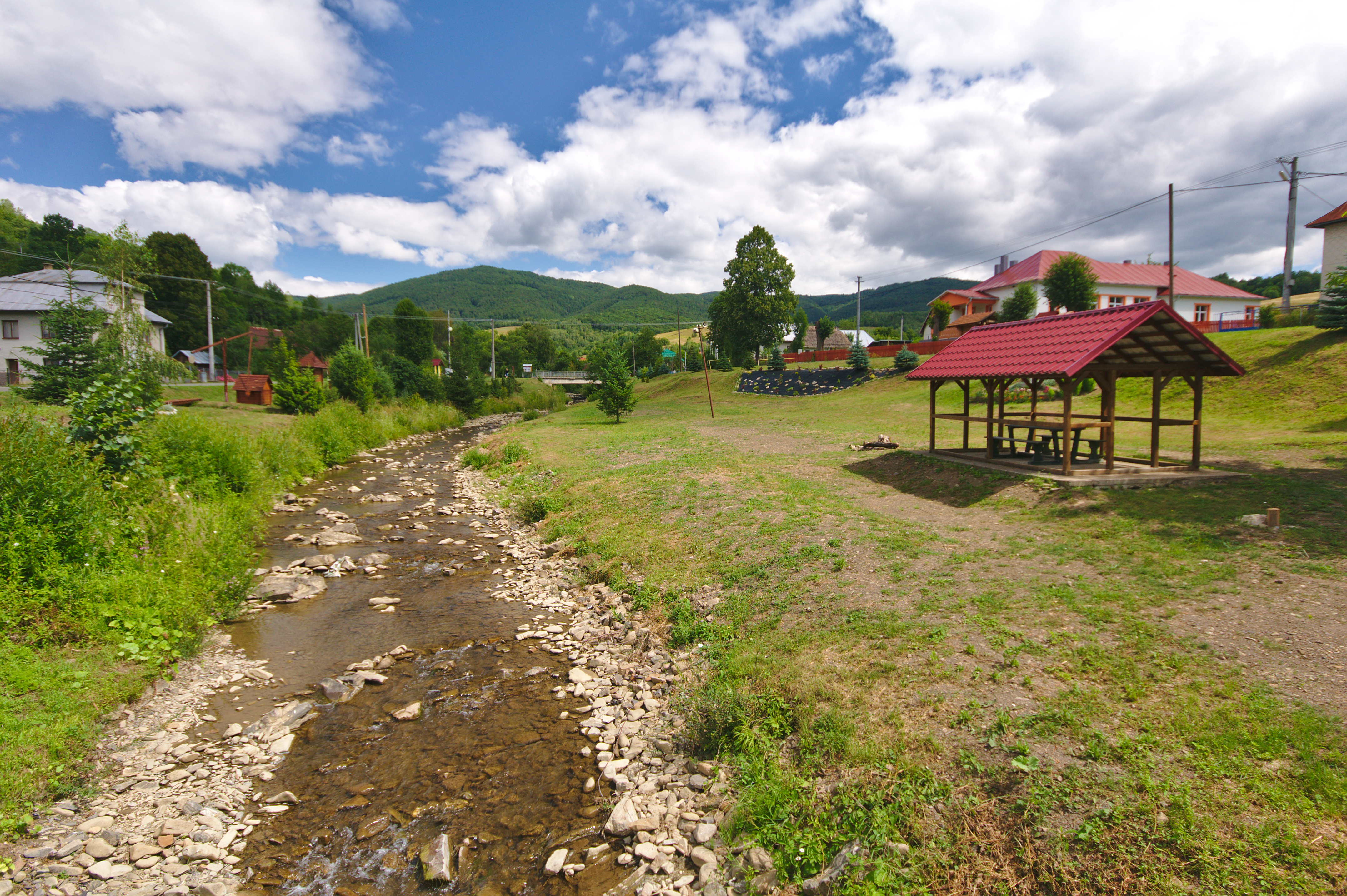
Zbojský potok uprostřed obce
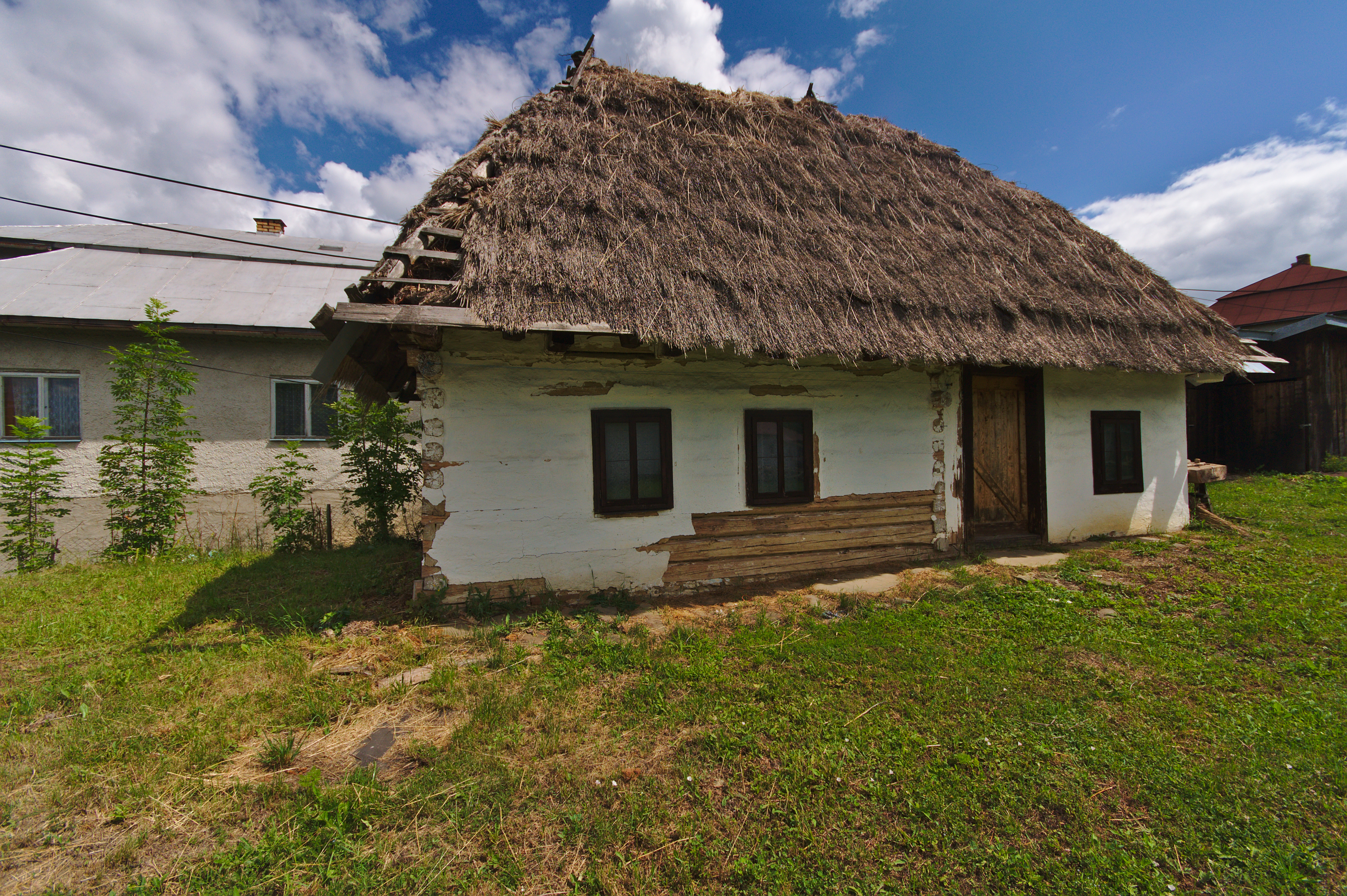
Památkově chráněný původní dům
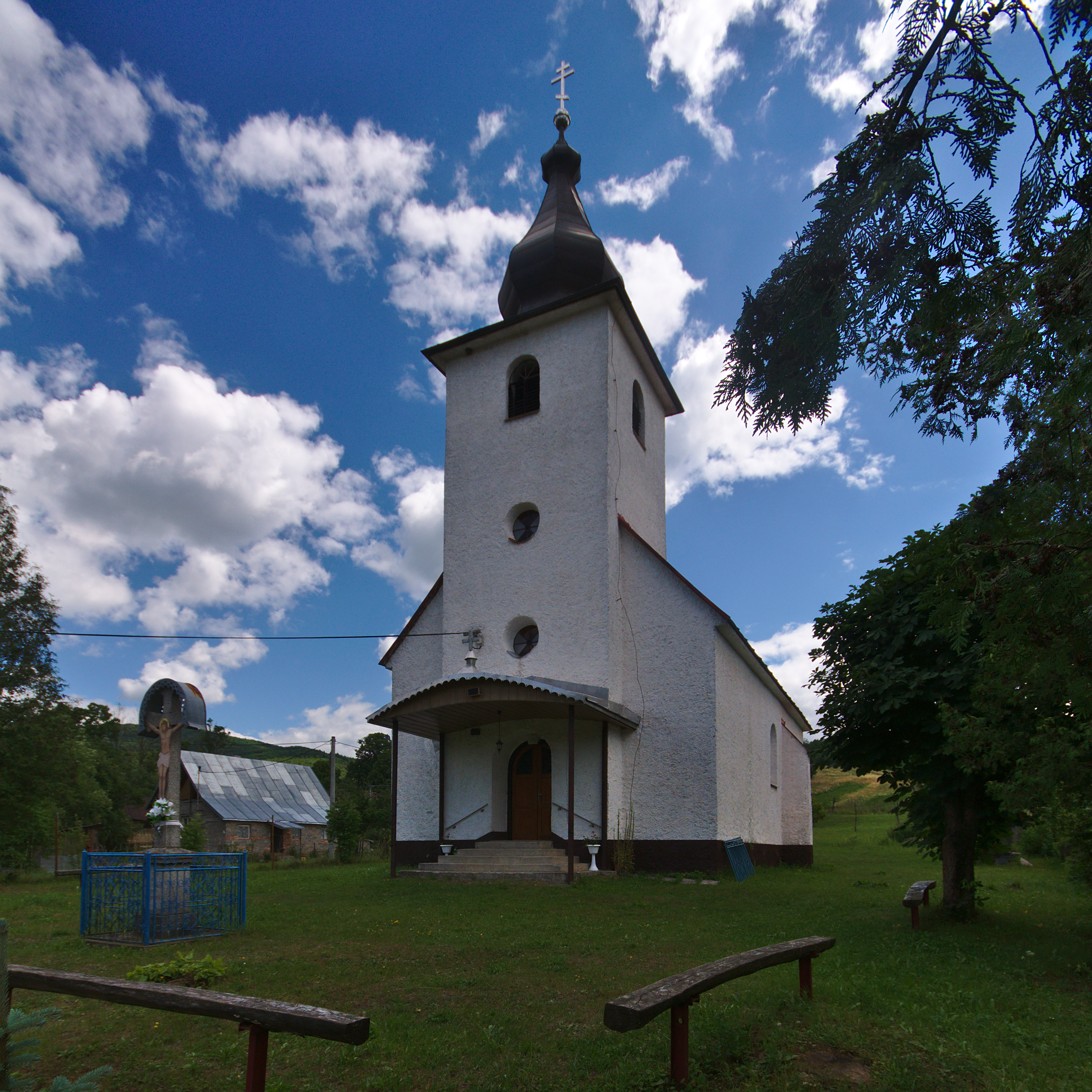
Kostel
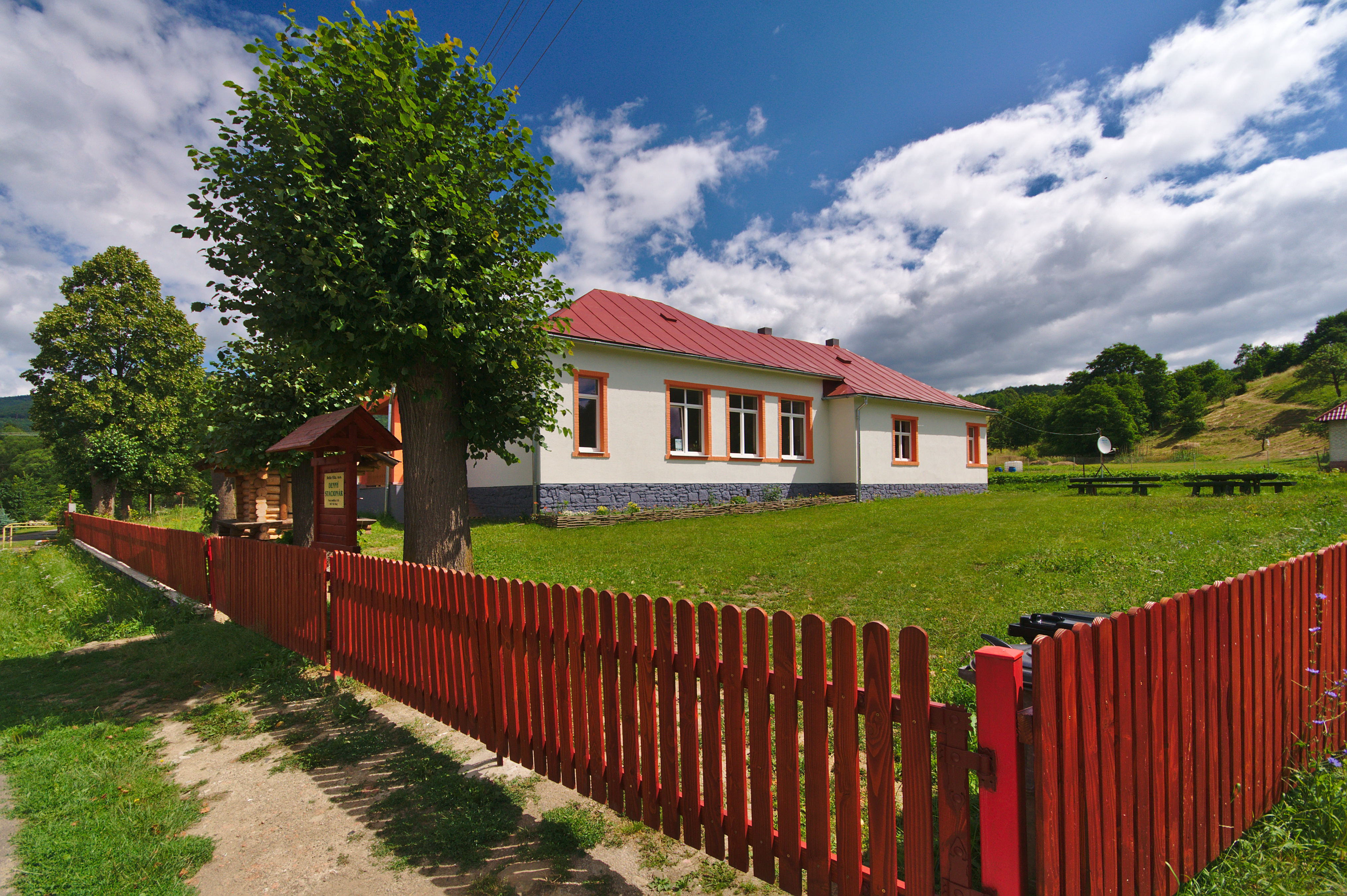
Denní stacionář
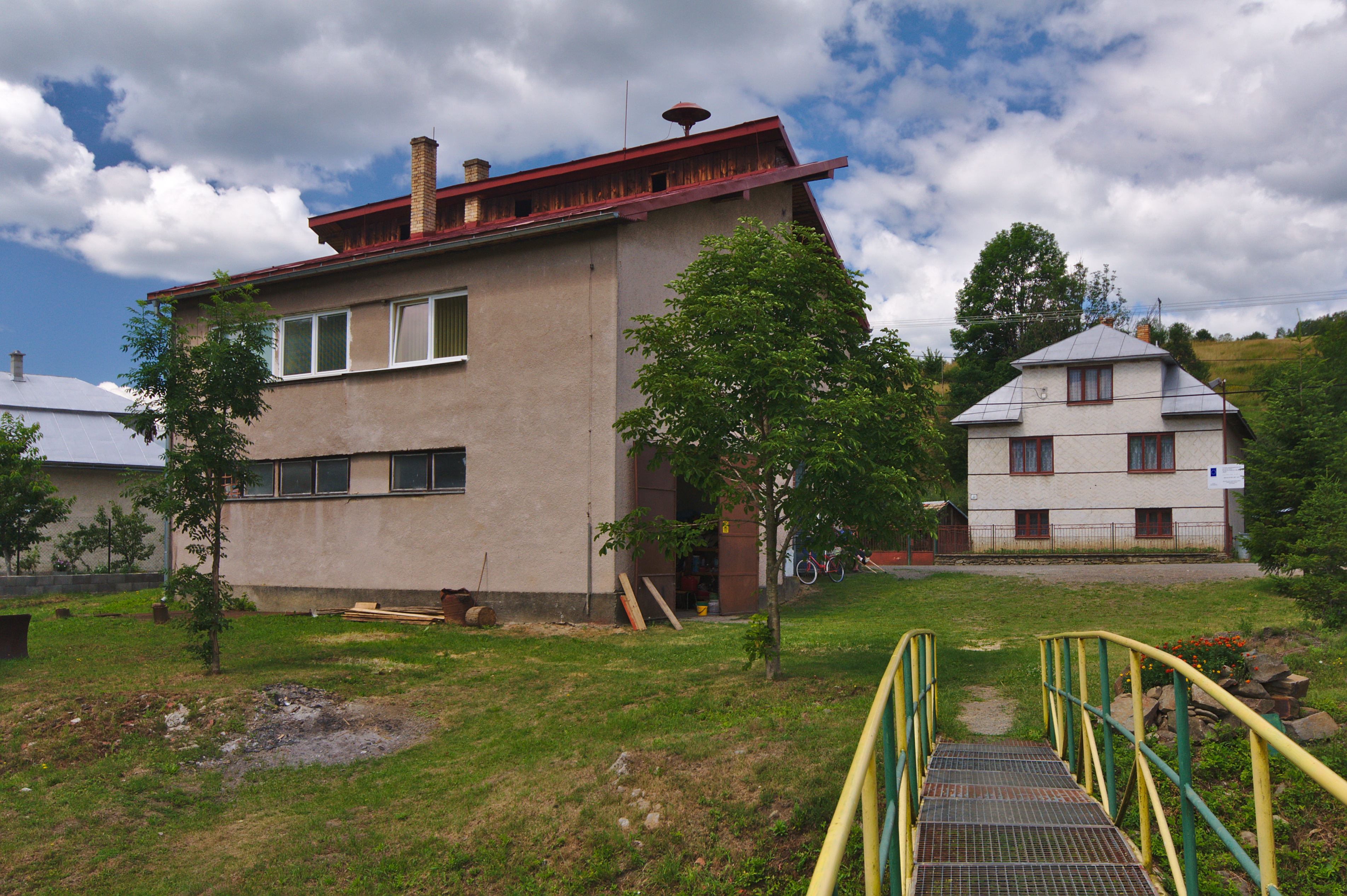
Budova obecního úřadu, hasičské zbrojnice a obchodu
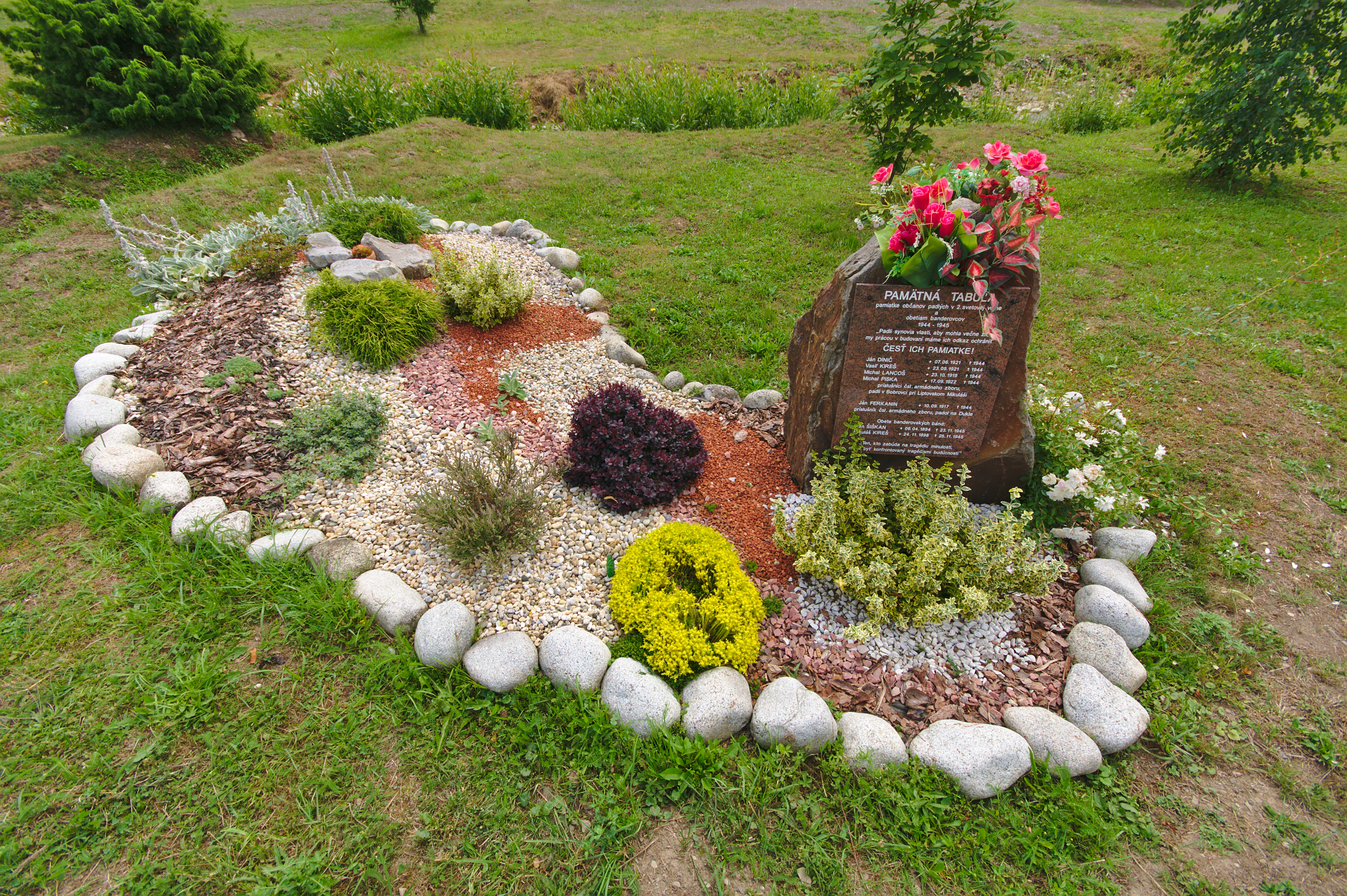
Památník obětem druhé světové války
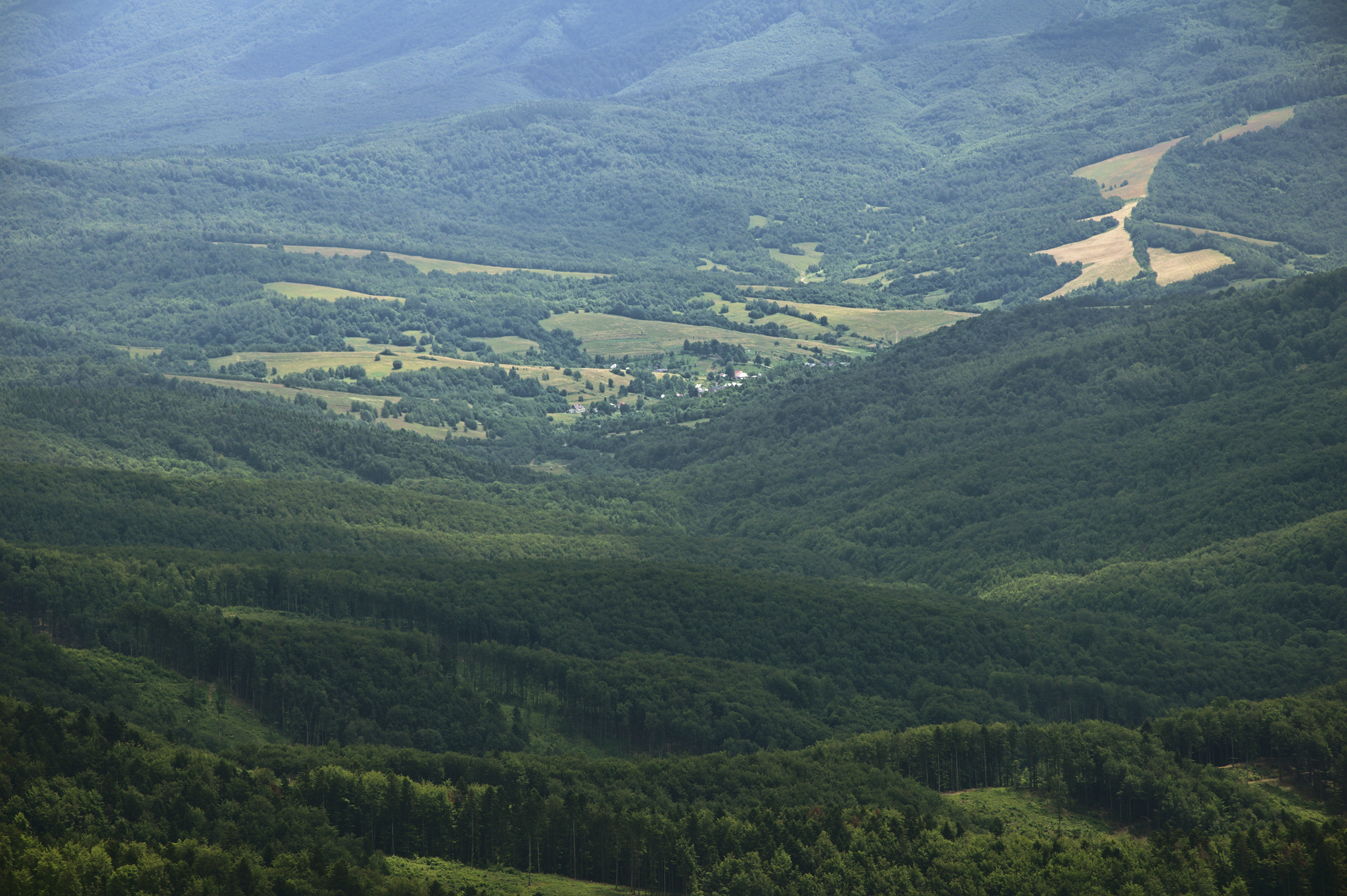
Pohled na vesnici z Jarabé skály